# Bustanussalam
Bustanussalam is een bestuurslaag in het regentschap Gayo Lues van de provincie Atjeh, Indonesië. Bustanussalam telt 2.001 inwoners (volkstelling 2010).